# 田宮貞亮
田宮 貞亮（たみや さだすけ、1893年9月12日 - 没年不明）は、日本の医学者。

## 来歴
熊本県に生まれる。
熊本県立玉名中学校(1911年卒業）を経て、岡山医学専門学校（現・岡山大学医学部）を卒業した。
1929年に東京帝国大学から医学博士号を取得した。
長く東京帝国大学伝染病研究所（現・東京大学医科学研究所）に務め、1933年には東京帝国大学医学部助教授となる。主にハンセン病の研究者であった。その後、熊本県の国立菊池療養所の所長に任命されたが3か月で辞任し、日本医科大学の教授となった。